# Hibristofilia

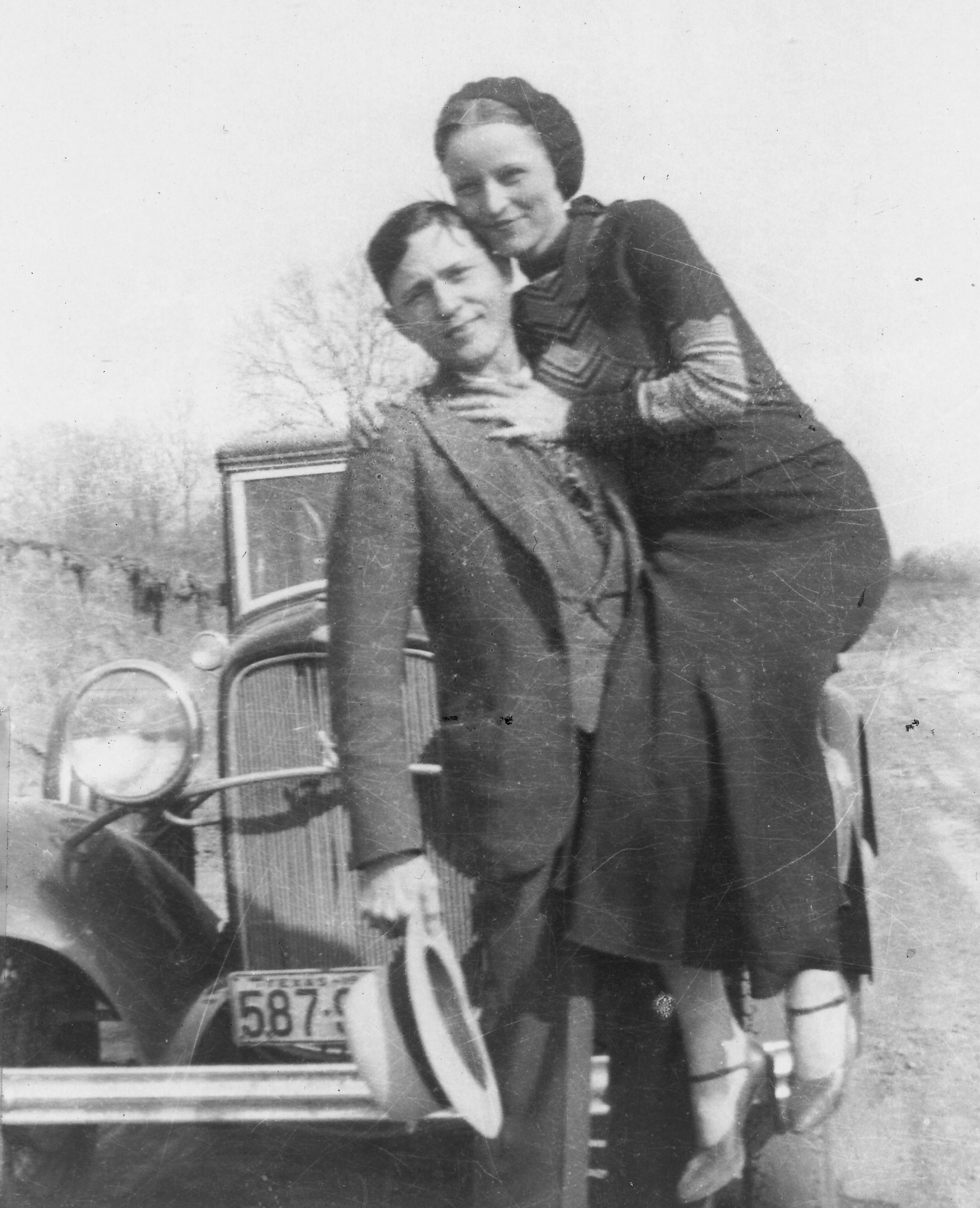

La hibristofília és una parafília on l'⁣excitació sexual i l'obtenció de l'⁣orgasme es produeixen com a resposta a mantenir una relació amb una persona que ha comès una fatalitat, engany, mentida, infidelitats conegudes o crims com violacions, assassinats o robatori a mà armada. El terme deriva de la paraula grega, ὑβρίζειν hybrizein, que significa 'atemptar contra algú' (que al seu torn deriva de ὕβρις hibris "hybris⁣"), i filo, la qual cosa significa 'tenir una afinitat/preferència per'. En la cultura popular, aquest fenomen és conegut com a «síndrome de Bonnie i Clyde⁣».
Molts criminals coneguts, particularment aquells que han comès crims atroços, reben correu per part d'admiradors a la presó amb sentit amorós o sexual, probablement com a resultat d'aquest fenomen. En alguns casos, els admiradors d'aquests criminals s'han casat amb ells a la presó.
La hibristofilia és coneguda per ser potencialment letal, entre altres parafílies com l'⁣asfixiofilia i la cremastistofilia.

## Causes
Hi ha hagut molta especulació al voltant de les possibles causes de la hibristofilia. Katherine Ramsland, qui és professora de psicologia forense a la Universitat DeSales, esmenta que algunes dones, en particular les que s'han casat o han mantingut relacions amb assassins en sèrie, van donar les raons següents:
- «Alguna gent creu que pot canviar per bé un home tan cruel i poderós com un assassí en sèrie».
- «Altres "veuen" el nen petit que l'assassí una vegada va ser i senten ganes de tenir-ne cura».
- «Alguns tenen esperances de fer-se famosos a través de la relació amb el criminal en qüestió».
- «Després ve la noció del “nuvi perfecte”. Ella sap on es troba ell tot el temps i que ell hi està pensant. Mentre que ella pot dir que algú l'estima, no ha de passar per les peripècies del dia a dia en una relació. No hi ha bugada per fer, no ha de cuinar per a ell... Pot mantenir la fantasia durant molt de temps».

Altres van oferir raons com:
- «Alguns experts en salut mental han comparat l'amor malaltís amb els assassins a una forma extrema de fanatisme. Vine aquelles dones com a insegures de si mateixes i que no poden trobar l'amor de manera normal buscant així una relació romàntica que no es pot consumar».[3]

Observant el panorama d'un assassí en sèrie atraient dones, el psicòleg Leon F. Seltzer ha ofert explicacions basades en la psicologia evolutiva. Els assassins en sèrie, des del seu punt de vista, són casos de "mascles alfa" que tendeixen a atraure les dones. Això pel fet que aquest tipus d'homes són bons protegint les dones i els seus descendents a la nostra història evolutiva. Les dones avui dia poden estar conscients que mantenir una relació amb un assassí en sèrie no és una idea sàvia, però, així i tot, els atrauen, com ell mateix diria: «Com a terapeuta m'he trobat amb dones que parlaven de la seva vulnerabilitat davant els homes dominants, sent conscients que no eren bons per a elles».

## Exemples
- Un dels exemples més coneguts d'hibristofília és el nombrós grup de dones que es va obsessionar amb Ted Bundy després del seu arrest.[6] Ted Bundy va rebre milers de cartes per part de dones quan era a la presó.[7]
- Jeffrey Dahmer, un assassí en sèrie, va rebre correspondència per part de dones enamorades al costat de diners i altres regals mentre estava a la presó.[8]
- L'assassí en sèrie Richard Ramirez es va casar amb una fan seva a la presó, la qual li havia escrit més de setanta-cinc cartes. Durant el seu judici, dotzenes de dones es van amuntegar a la cort judicial per poder veure'l.
- El fenomen de les ajudants empedreïdes de Charles Manson també és un exemple d'hibristofília.[9]
- Terroristes com Anders Behring Breivik,[10] i Dzhokhar Tsarnaev[11] també són exemples d'hibristofília.
- En un cas més recent, Chris Watts, que l'agost del 2018 va assassinar la seva dona embarassada i les seves dues filles de tres i quatre anys, rep cartes d'admiradores a la presó.[12]
- Un altre esdeveniment d'aquesta filia és Devon Erickson, el qual el maig de 2019 va perpetrar un tiroteig escolar, per després ser popularitzat mitjançant TikTok gràcies a un vídeo de Devon a la cort el dia 2 de gener del 2020 gravat per un grup d'adolescents que feien servir la xarxa social abans esmentada per defensar Devon.
- José Rabadán, conegut pel Crim de la catana, va rebre múltiples cartes d'adolescents fascinades durant el seu empresonament.